# Aneflus pubescens
Aneflus pubescens är en skalbaggsart som först beskrevs av Earle Gorton Linsley 1934. Aneflus pubescens ingår i släktet Aneflus och familjen långhorningar.
Artens utbredningsområde är:
- Belize.
- Costa Rica.
- Guatemala.
- Honduras.
- Panama.

Inga underarter finns listade i Catalogue of Life.